# Santa Rosa, Cauca
Santa Rosa là một khu tự quản thuộc tỉnh Cauca, Colombia. Thủ phủ của khu tự quản Santa Rosa đóng tại Santa Rosa Khu tự quản Santa Rosa có diện tích 197 ki lô mét vuông. Đến thời điểm ngày 28 tháng 5 năm 2005, khu tự quản Santa Rosa có dân số 12329 người.